# 吉列尔梅·西凯拉
吉列尔梅·馬達萊納·西凯拉（1986年4月28日—）是一名巴西足球運動員，擔任左後衛。
他在加盟西班牙俱樂部格拉納達之前在意大利的烏迪內斯展開其職業生涯，他其後被租借至葡萄牙俱樂部本菲卡，他協助俱樂部在2013-14賽季贏得三冠王，在下個賽季返回西班牙。

## 生涯

### 早年
西凯拉在18歲時已由巴西球會伊帕廷加加盟意甲班霸國際米蘭。轉會在八月完成，轉會費為12.5萬歐元。他在加盟國米之前，曾經效力伊帕廷加(他的母會)以及阿瓦伊。
在2006年1月，他作為巴西球員施薩的交易一部份，被租借往另一支意甲球會拉素。當中也包括賽季結束兩隊共同擁有球員權利。

### 烏甸尼斯
2006年8月11日，西凯拉在一個共同擁有權的協議下加盟另一支意甲球會烏甸尼斯，轉會費為75萬歐元。西凯拉從來沒有在烏甸內斯成為一個經常上陣的球員，並只在2006-07賽季中正選出場3次和替補出場13次。他意甲首演是2006年9月10日以1-0輸給墨西拿。在2007-08賽季西凯拉仍然留在烏迪內斯的陣中，但卻很少上陣。由於烏迪內斯並沒有從國際米蘭購買他的完全所有權，因此在球隊失去地位的西凯拉被租借到安科納，令他與另一個國米球員連干可以效力同一球會，以增加磨合機會。
在2008-09賽季西凯拉成為這支升班馬的隊中主力，上陣24場並打進他職業生涯和在意甲的第一場。
在2009年6月，他因為球會有他的完全擁有權利而重返烏甸尼斯。2010年1月10日，他終於在這個球季獲得上陣機會，他在下半場71分鐘以替補身份入替保羅·薩馬科。及後在該季他再有兩次為球會以替補上陣。

### 格蘭納達
在2010年，西凯拉作為與烏迪尼斯的租借協議的一部分，加盟了當時的西乙球隊格拉納達。在加盟球隊的首季他就已經幫助格蘭納達成功升上西甲聯賽，儘管他上陣34場聯賽並被紅牌出場三次。罰款的第一個賽季格拉納達後，在2011年6月30日，在與烏迪內斯的合同到期後，他與格蘭納達簽下一個為期四年的合約，從以繼續留在格蘭納達，
在2012年3月20日西甲聯賽比賽中，他在魯營球場面對西甲豪門巴塞隆拿時打進一個大師級的點球，他以一腳藝高人膽大的「勺子點球」將皮球打進網內。而西凯拉的出色表現很快引來其他球會的關注。當中，華倫西亞和賓菲加也表示希望將他收歸其下。然而，西凯拉選擇與球會延續合同，這讓他到會留隊至2017年夏季.
在2012-13球季結束後，球會只能以第15名完成球季，而西凯拉宣布他打算在夏季轉會窗離開球會。但是，西凯拉在與馬卡報高興的獨家專訪中又否認他想離開俱樂部，儘管如此，西凯拉仍然收到來自英超球會愛華頓,利物浦以及史篤城的報價。
在2014年4月，西甲豪門皇家馬德里從格拉納達取得了西凯拉的轉會同意。然而，這單交易是由球會的會長Enrique Pina加以否認。

### 本菲卡
在2013年夏季轉會窗結束前夕，西凯拉被格蘭納達外借往葡超班霸本菲卡一季。當中加上一條選項，如果他永久轉會至本菲卡，轉會費是700萬歐元。他在球會以2:0戰勝里奧艾維的比賽中首度上場。
在歐霸盃決賽對戰西甲球會塞維利亞中，西凯拉在加時上半場99分鐘被換下場。球隊最終在點球大戰不敵對手，兩年內兩度無緣歐霸錦標。但賓菲加仍然獲得2013-14球季葡超聯賽冠軍。他總共為球會上陣18場並2013年10月27日對陣國民隊的聯賽中打進一球。

### 馬德里競技
2014年6月6日，馬德里競技與格蘭納達在西凯拉轉會上達成共識。他在2014年6月11日完成體檢後與馬競正式簽訂四年合約。轉會費為1000萬歐元。在收到馬德里競技的邀請時，西凯拉毫不猶豫就加盟到床單軍團。他對媒體說:「我並沒有花一秒鐘來做決定。」。
西凯拉在2014年7月23日首次為床單軍團上陣，協助俱樂部以1:0擊敗努曼西亞。西凯拉在同年8月19日舉行的2014年西班牙超級盃首回合作客1:1戰平皇家馬德里的比賽中以正選身份上場。他在下半場64分鐘因為有黃牌在身而被安薩爾迪入替。
2016年2月1日，他被外借予華倫西亞。

## 國家隊
西凯拉同時擁有意大利護照，因此他可以選擇代表意大利。但西凯拉卻表示他希望代表西班牙，他在2013年被授予西班牙國籍。

## 榮譽

### 俱樂部
本菲卡
- 葡萄牙超級聯賽: 2013-14冠軍
- 葡萄牙聯賽盃: 2013-14冠軍
- 葡萄牙盃: 2013-14冠軍
- 歐霸聯賽: 2013-14亞軍[34]

馬德里競技
- 西班牙超級盃: 2014冠軍

## 外部連結
- Granada official profile （页面存档备份，存于） （西班牙文）
- BDFutbol profile （页面存档备份，存于）
- Profile at La Gazzetta dello Sport （页面存档备份，存于） （意大利文）